# Орден Индийской империи
Выдающийся орден Индийской империи (англ. The Most Eminent Order of the Indian Empire) — британский рыцарский орден, основанный королевой Викторией в 1878 году. Последнее награждение состоялось в 1947 году, когда Индия стала независимой от Великобритании. Последний кавалер ордена скончался в августе 2010 года.
Орден имеет три степени:
1. Рыцарь — великий командор (англ. Knight Grand Commander — GCIE)
2. Рыцарь-командор (англ. Knight Commander — KCIE)
3. Кавалер-компаньон (англ. Companion — CIE)

Девиз ордена — Imperatricis auspiciis (рус. под покровительством императрицы), имеется в виду королева Виктория, первая императрица Индии. Орден является младшим из британских орденов, связанных с британским правлением в Индии; старшим является орден Звезды Индии.

## История
Орден был основан в 1878 году для награждения чиновников индийской службы, как местных, так и британских. Первоначально орден имел только одну степень (компаньон), две другие степени были добавлены с 1887 года. Орден Индийской империи задумывался как менее привилегированная версия ордена Звезды Индии, основанного в 1861 году, и в соответствии с этим, имел гораздо больше кавалеров, чем последний.
Награждения орденом прекратились после 14 августа 1947 года. Формально орден не был упразднён, и действующим сувереном ордена является английский король Карл III, родившийся после того, как вручения ордена прекратились. Последний кавалер ордена (рыцарь-командор) — махараджа Дхангадхры — скончался в августе 2010 года в возрасте 87 лет.

## Состав
Британский монарх был и является сувереном ордена. Следующим по старшинству был Великий магистр, пост которого по должности занимал вице-король Индии. Кавалеры первой степени назывались «рыцарями — великими командорами» (англ. Knights Grand Commanders), а не «Рыцарями Большого креста», как в других британских орденах, (например, в ордене Британской империи) дабы не оскорбить кавалеров, не являвшихся англиканцами.
Обычными получателями ордена были вице-короли в отставке и другие бывшие чиновники высокого ранга, а также правители индийских княжеств. Как правило, правители наиболее важных княжеств становились магистрами ордена Звезды Индии, а не ордена Индийской империи. Женщины, за исключением правительниц княжеств, не могли входить в орден. Правительницы, в нарушение обычной для других орденов традиции, именовались «рыцарями» (Knight), а не «дамами» или «леди» (Dame, Lady).

## Атрибуты ордена
Торжественное одеяние кавалеров ордена, надеваемое для участия в важных церемониях, включало:
- мантию, надеваемую только великими командорами, из темно-синего атласа с подкладом белого шёлка. На левой стороне носилась звезда.
- орденскую цепь, также носилась только великими командорами, из золота. Звенья цепи были выполнены поочерёдно в виде слонов, индийских роз и павлинов.

Одеяние для менее важных случаев включало:
- десятиконечную звезду, носимую как знак первой и второй степени, золотую с серебром для великих командоров и чисто серебряную для командоров. В центре звезды располагалось изображение Виктории, окружённое тёмно-синим кольцом с девизом, увенчанным короной.
- орденский знак носимый магистрами на тёмно-синей ленте через плечо, а командорами и кавалерами — на тёмно-синей ленте на шее. Знак представлял собой красный цветок с пятью лепестками, увенчанный короной, с изображением Виктории в центре, окруженным тёмно-синим кольцом.

В рисунке знаков и одеяний большинства других британских орденов так или иначе участвует крест, однако орден Индийской империи, предназначенный для нехристианской страны, является исключением.

## Иллюстрации

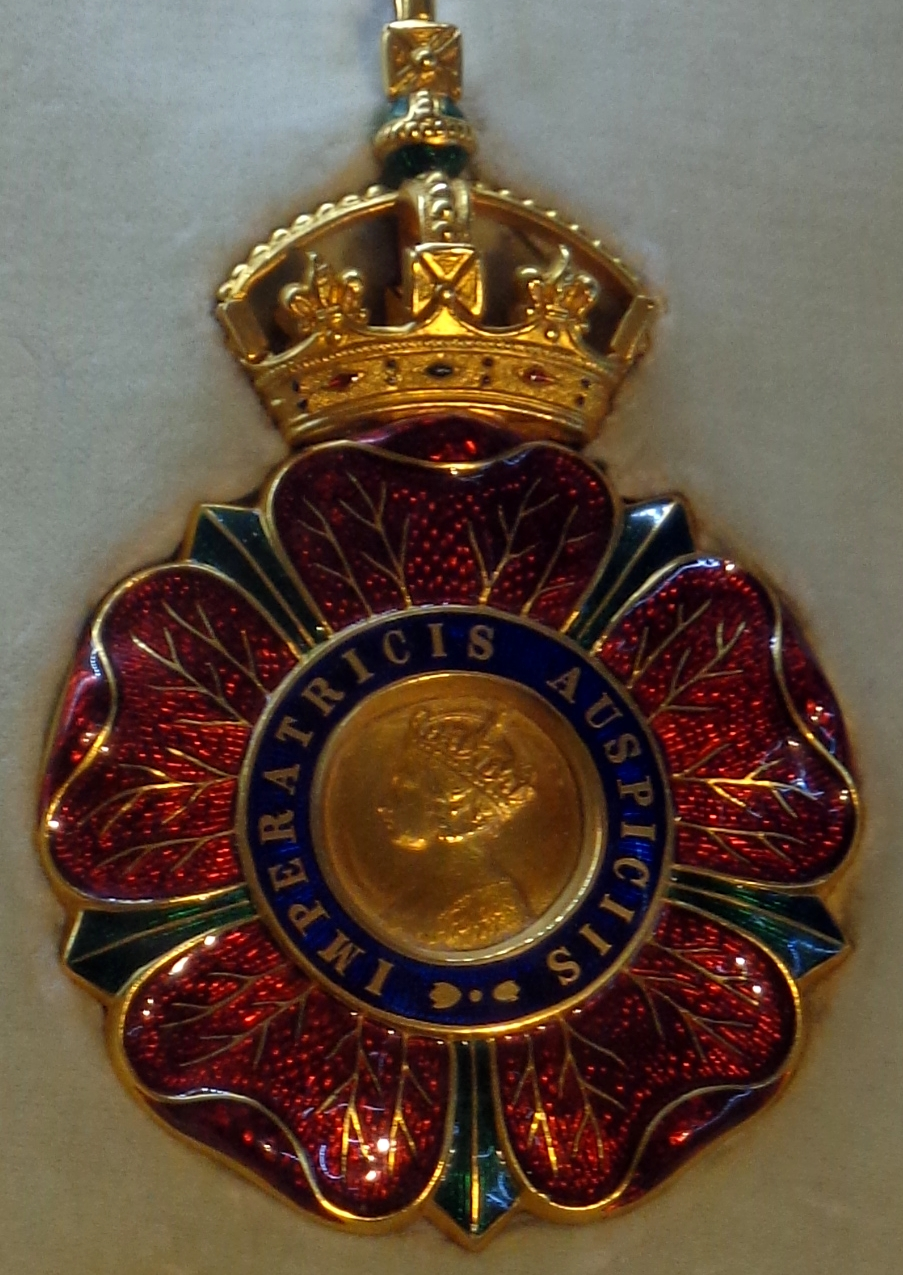
Знак рыцаря-командора
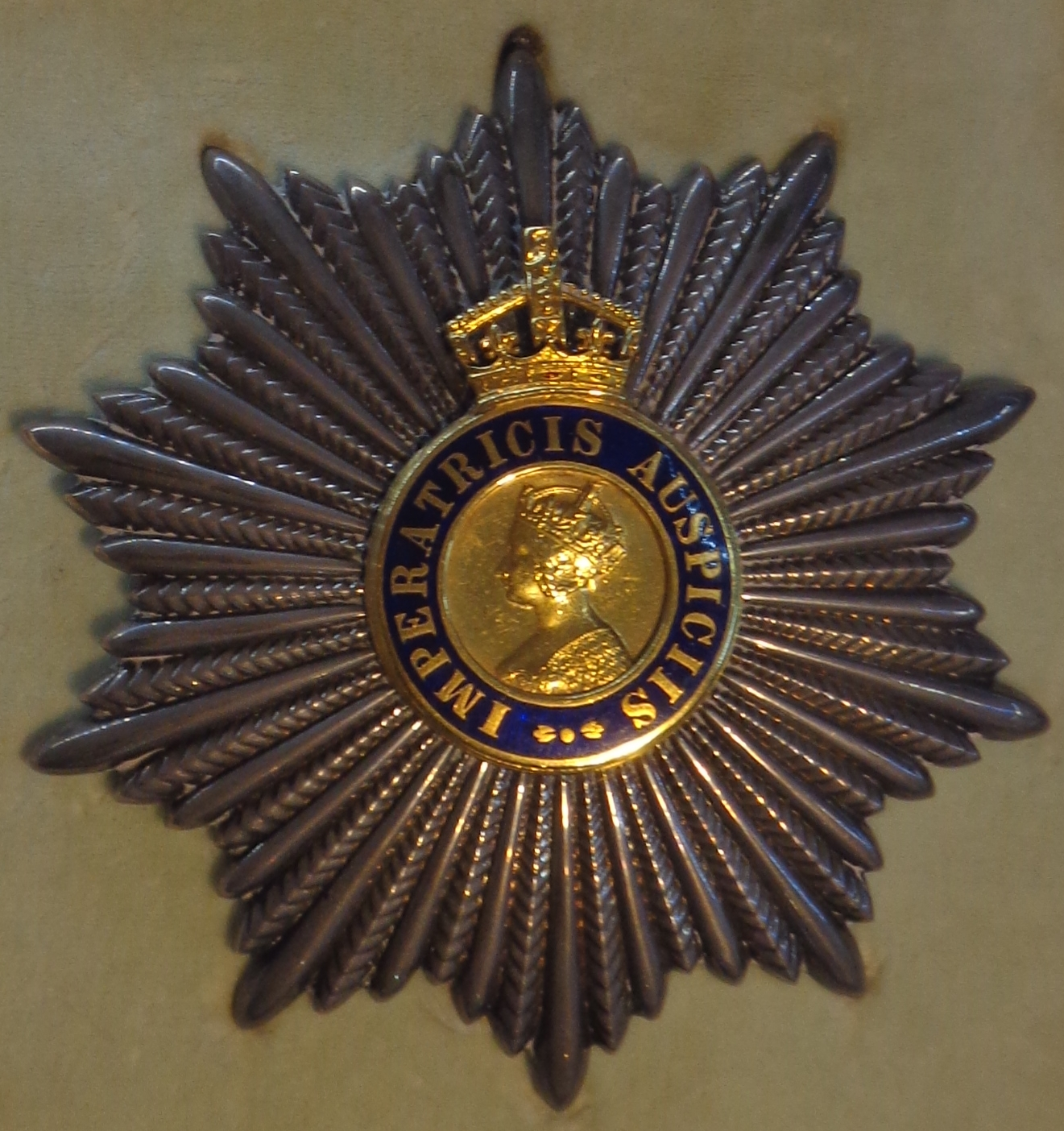
Звезда рыцаря-командора
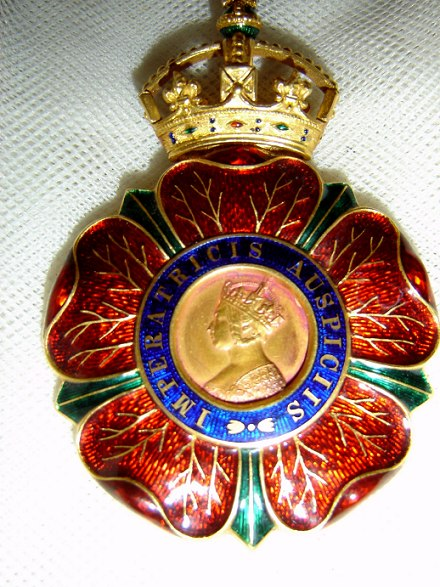
Орденский знак Мокшагундама Висвесварайи

## Привилегии
Кавалерам ордена всех трёх степеней были отведены свои места в протокольном британском порядке старшинства, как и их жёнам. Дети и невестки великих командоров и командоров также включались в список старшинства.
Командоры и великие командоры получали титул «сэр», а их жёны — «леди». Эти слова не использовались пэрами и индийскими махараджами, кроме случаев наиболее полного перечисления всех титулов.
Великим командорам даровалось право включать в свой герб щитодержателей, а также окружить щит изображением кольца с девизом ордена и орденской цепи. Командоры и кавалеры имели право использовать только кольцо. Орденский знак изображается висящим на кольце или цепи.

## Некоторые кавалеры
- Два первых короля Бутана, Угьен Вангчук и Джигме Вангчук были командорами ордена (пожалован в 1905 и 1931 годах, соответственно).
- Выдающийся британский архитектор Эдвин Лаченс стал рыцарем-командором ордена в 1930 году.